# Renosteria ceresensis
Renosteria ceresensis är en insektsart som beskrevs av Pieter D. Theron 1984. Renosteria ceresensis ingår i släktet Renosteria och familjen dvärgstritar. Inga underarter finns listade i Catalogue of Life.